# Oak Hill (comté de Bastrop, Texas)
Pour les articles homonymes, voir Oak Hill.
Oak Hill est une ancienne localité et dorénavant une ville fantôme, qui était située au sud-ouest de McDade et au nord du comté de Bastrop, au Texas central, aux États-Unis. La communauté commence à se développer dès 1849. Les premières tombes marquées du cimetière datent de 1868, mais d'autres tombes, non marquées, ont probablement plusieurs années de plus. Au début des années 1940, le gouvernement des États-Unis a choisi la région d'Oak Hill comme site de la base militaire du Camp Swift, et les résidents ont dû déménager. Les maisons et les entreprises ont été vendues, déplacées, démolies ou utilisées comme cibles de formation. L'ancien cimetière d'Oak Hill se trouve en bas d'une route non pavée.

## Source de la traduction
- (en) Cet article est partiellement ou en totalité issu de l’article de Wikipédia en anglais intitulé « Oak Hill, Bastrop County, Texas » (voir la liste des auteurs).